# Тременико
Тременико (итал. Tremenico) — коммуна в Италии, располагается в регионе Ломбардия, в провинции Лекко.
Население составляет 243 человека (2008 г.), плотность населения составляет 30 чел./км². Занимает площадь 8 км². Почтовый индекс — 23836. Телефонный код — 0341.
Покровительницей коммуны почитается святая Агата, празднование 5 февраля.

## Демография
Динамика населения:

## Администрация коммуны
- Официальный сайт: https://web.archive.org/web/20060303190746/http://www.comune.tremenico.lc.it/